# W*A*L*T*E*R
W*A*L*T*E*R je pilotní díl nerealizovaného amerického televizního sitcomu z roku 1984. Produkován byl společností 20th Century Fox Television a odvysílán byl na stanici CBS. K objednání celého seriálu však nedošlo. Jedná se o třetí spin-off k seriálu M*A*S*H, který sleduje příběh Waltera „Radara“ O'Reillyho v podání Garyho Burghoffa.
Pilotní díl se odehrává po konci seriálu M*A*S*H a po Burghoffově účinkování ve dvou epizodách seriálu M.A.S.H. – Co bylo potom, ve kterých je Radar donucen opustit rodinnou farmu.

## Děj
Epizoda začíná ve chvíli, kdy je Walter u svého bratrance Wendella Micklejohna. Jsou připraveni na další pracovní den, když v tu chvíli začnou sledovat televizní rozhovor, kde novinář Clete Roberts mluví se členy 4077th M*A*S*H. Minulý týden Roberts vyslýchal Hawkeye Pierce a nyní zpovídá O´Reillyho. Na policejní stanici a poté skrz okna prodejen chytají části rozhovoru. To mělo dát divákovi kontext mezi událostmi původního seriálu a spin-offem.
Diváci zjistí, že se Radar vrací do Iowy na farmu, jejíž vedení mu však nejde. Prodá tedy farmu a pošle svou matku ke své tetě. Jeho žena jej opustí během líbánek kvůli jinému muži. Walter se rozhodne spáchat sebevraždu a jde si koupit do drogerie prášky na spaní (a aspirin, neboť z prášků na spaní jej bolí hlava). Prodavačka Viktoria jej rozveselí a stanou se z nich dobří přátelé. Jeho bratranec Wendell mu pomůže sehnat práci policisty. Během svého prvního případu Walter vyřeší spor mezi dvěma prostitutkami a vrátí jedné z nich peněženku od mladého budoucího zloděje, jehož otec zemřel v Koreji.

## Obsazení
| Gary Burghoff    | Walter "Radar" O'Reilly |
| Ray Buktenica    | Wendell Micklejohn      |
| Victoria Jackson | Viktoria                |
| Noble Wilingham  | seržant Sowell          |
| Meeno Peluce     | Elston Krennick         |
| Clete Roberts    | reportér                |
| Sam Scarber      | Haskell                 |
| Lyman Ward       | Bigelow                 |
| Sarah Abrell     | Judith Crane            |
| Larry Cedar      | Zipkin                  |
| Francine Gable   | hezká dívka             |
| Victoria Carroll | Bubbles Sincere         |
| June Berry       | Dixie Devoe             |
| Bobby Ramsen     | zpěvák                  |
| Dick Miller      | majitel divadla         |

## Vysílání
Protože pilot nepřesvědčil CBS k výrobě dalších dílů, byl 17. července 1984 odvysílán pouze jako „zvláštní prezentace CBS“. Uveden byl jenom ve východním a centrálním časovém pásmu Spojených států, zatímco ve dvou západních časových zónách se CBS v té době věnovala prezidentským primárkám Demokratické strany. Jedná se o jediné známé odvysílání tohoto pilotního dílu.